# Gaius Sempronius Gracchus

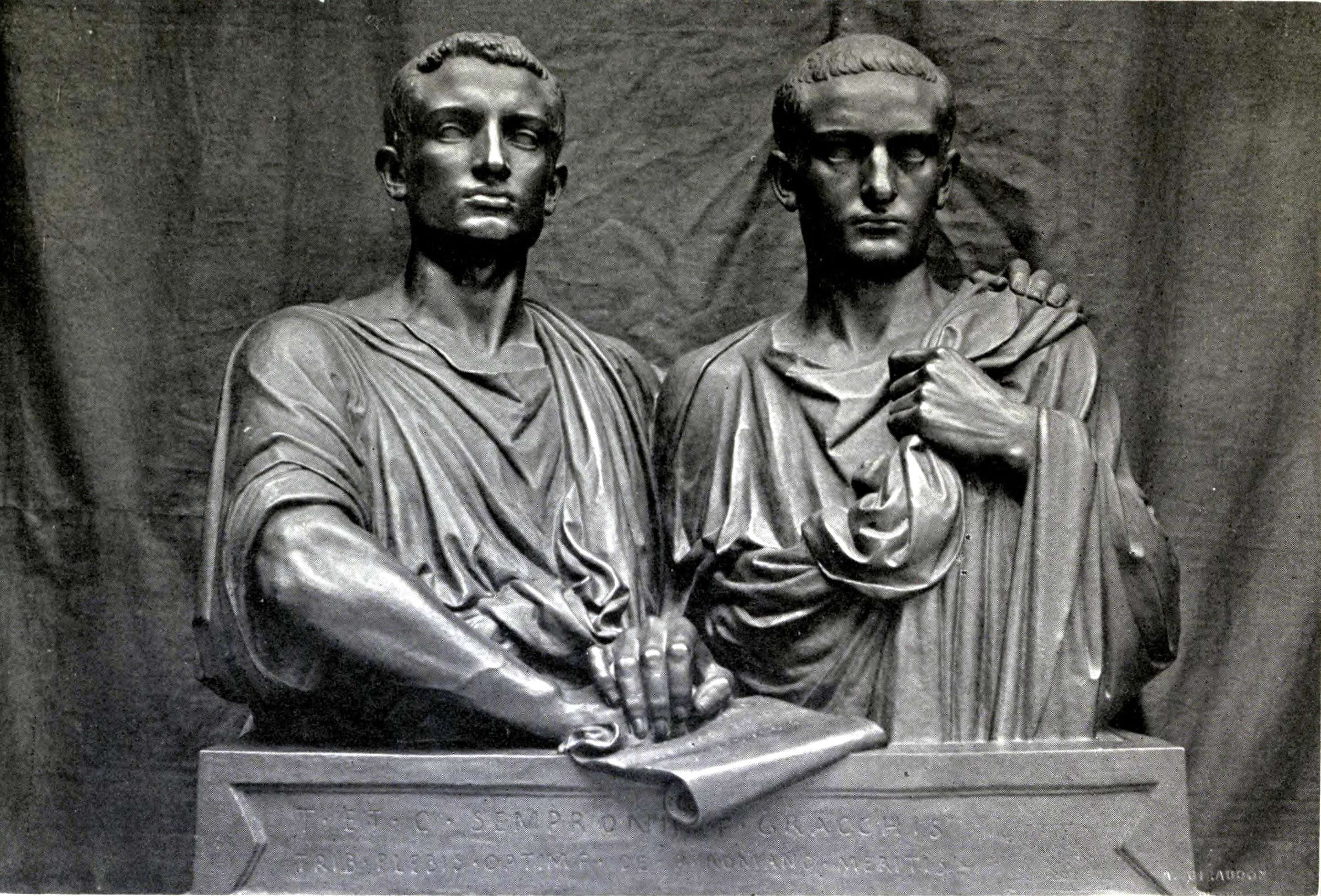
Das Brüderpaar Gracchus, von Jean-Baptiste Claude Eugène Guillaume.

Gaius Sempronius Gracchus (* 153 v. Chr.; † 121 v. Chr.) war ein römischer Politiker. Er war der jüngere Bruder des Tiberius Sempronius Gracchus und verfolgte wie dieser ein populares politisches Programm, was dazu führte, dass konservative Kräfte des römischen Senats ihn ausschalteten und ein Massaker unter seinen Anhängern verübten.

## Leben

### Familie
Gaius Sempronius Gracchus wurde im Jahr 153 v. Chr. als Sohn des Tiberius Sempronius Gracchus, Konsul des Jahres 177 v. Chr., und der Cornelia Africana geboren. Die Gracchen, obwohl nicht patrizischer Herkunft, waren als Zweig der Familie der Sempronier, die der römischen Nobilität angehörten, von großem politischen Einfluss und gehörten zu den reichsten und mächtigsten Familien Roms. Gaius’ Mutter war eine Tochter des Scipio Africanus, sein älterer Bruder Tiberius Sempronius Gracchus wurde zu einem einflussreichen Politiker und seine Schwester Sempronia war die Frau des Scipio Aemilianus, des Eroberers von Karthago. Gaius wurde von seiner Mutter erzogen, einer römischen Matrona von hohem moralischem Anspruch.
Gaius Gracchus selbst war mit Licinia verheiratet, der Tochter des reichen Politikers Publius Licinius Crassus Dives Mucianus. Sempronia, die eine aktive Rolle in der Catilinarischen Verschwörung spielte, war vielleicht seine Tochter.

### Beginn der politischen Karriere
Gaius’ militärische Karriere begann in Numantia als Militärtribun beim Stab seines Schwagers Scipio Aemilianus. Als junger Mann beobachtete er den politischen Aufruhr, den sein älterer Bruder Tiberius verursachte, als er versuchte, gegen die Senatsmehrheit und auf widerrechtlichem Wege Gesetze für eine Agrarreform (Gracchische Reform) durchzubringen. Tiberius wurde im Jahr 133 v. Chr. in der Nähe des Kapitols bei einer bewaffneten Auseinandersetzung mit politischen Gegnern, die von seinem Vetter Publius Cornelius Scipio Nasica Serapio angeführt wurden, getötet. Nach Tiberius’ Tod erbte Gaius das enorme Vermögen der Familie der Gracchen, zugleich aber nach römischem Verständnis auch die Pflicht, Rache für seinen älteren Bruder zu nehmen.
Gaius begann seine aktive politische Karriere sechs Jahre später, im Jahr 126 v. Chr., als Quästor des Konsuls Lucius Aurelius Orestes in Sardinien.

### Erstes Tribunat
Nach wenigen Jahren des politischen Friedens in Rom wurde Gaius Gracchus für das Jahr 123 v. Chr., wie schon sein Vater und sein Bruder, zum Volkstribun gewählt – sehr zum Missfallen der Optimaten. Gaius hatte ähnliche Ziele wie Tiberius, ging jedoch aufgrund des Scheiterns seines Bruders zunächst vorsichtiger vor. Andererseits waren seine Anliegen weitaus radikaler: Da er – nicht ohne Grund – die Senatsmehrheit für den Tod seines Bruders verantwortlich machte, strebte er nach Rache am Senat. Da seine Gegner das wussten, war ein Kompromiss von Anfang an unmöglich. Die moderne Forschung hat darauf hingewiesen, dass das gracchische Reformprojekt primär im Rahmen einer eskalierenden innersenatorischen Konkurrenz zu verstehen ist, in der die schwächere Seite – die Popularen – Rückendeckung beim Volk suchte.
Zur Umsetzung seiner Reformpläne bediente sich Gaius Gracchus, ebenso wie schon sein Bruder Tiberius, des ius agendi cum plebe, also des Rechts des Tribuns, die Volksversammlung zu leiten und bindende Beschlüsse zu fassen. Wie schon sein Bruder missachtete er dabei den alten Grundsatz, sich zuvor mit dem Senat abzustimmen. Gaius Gracchus erwarb so durch das Einbringen plebejerfreundlicher Gesetzesvorschläge eine große Popularität und setzte unter anderem die lex agraria, welche die Ackerkommission zur Verteilung von Staatsland an die Plebejer wieder einsetzte, die lex frumentaria, welche eine Getreideversorgung der Plebs zu festgelegten Preisen garantierte, und die lex militaris, welche die Versorgung der Soldaten durch den Staat gewährleistete und unter 17-Jährige vom Militärdienst ausnahm, durch. Darüber hinaus versuchte er, die Anzahl der Jahre und Feldzüge zu begrenzen, die ein Mann verpflichtet war in der Armee abzuleisten. Andere Maßnahmen beinhalteten die Schaffung eines Gerichtshofs gegen Erpressungen, um illegale Einkommen von Senatsmitgliedern daraus zu bestrafen. Auch den Rittern kam er entgegen, indem er ihnen durch ein Gesetz künftig allein die Besetzung von Richterstellen zusicherte. Das war für sie nicht nur ein willkommener Erfolg, sondern hatte unmittelbare ökonomische Bedeutung. Da sich nämlich aus den Provinzen die Klagen über die Steuerpächter häuften, waren sie zufrieden, die Prozessführung in ihren Händen zu halten. Sie konnten von ihren Standesgenossen so das Schlimmste fernhalten und die Ausplünderung der Provinzen fortsetzen. Die Ritter wurden damit neben dem Volk zur zweiten Stütze des Gracchus.
All diese Reformen erweckten natürlich das Missfallen der Senatsmehrheit, der nicht entging, dass sich Gracchus systematisch eine Machtbasis bei Volk und Ritterstand verschaffte, um gegen seine Standesgenossen vorgehen zu können.

### Zweites Tribunat
Nachdem mehrere Kandidaten zu wenige Stimmen erhalten hatten, wurde Gaius im Jahr 123 v. Chr. (für das Amtsjahr 122 v. Chr. – das Amtsjahr eines Volkstribunen begann am 10. Dezember) zum Volkstribun ernannt, obwohl er sich nicht um dieses Amt beworben hatte. Damit verstieß er zwar gegen das Iterationsverbot, das eine ununterbrochene Ämterfolge streng verbot (um Magistrate rechtlich belangen zu können), wurde aber mit der überwältigenden Unterstützung der römischen Pleps gewählt. Es war abzusehen, dass die Senatsmehrheit versuchen würde, Gegenmaßnahmen zu ergreifen, um einem weiteren Machtverlust vorzubeugen und sich vor Gracchus’ Rache zu schützen. Die Möglichkeiten hierzu erhielt sie, da Marcus Livius Drusus zu seinem Mittribunen bestimmt wurde. Dieser war ein junger, den Optimaten nahestehender Politiker und er sollte die entscheidende Rolle bei der Demontage des Gaius Gracchus spielen. Livius Drusus umwarb das Volk von nun an mit Versprechungen, die weit über diejenigen des Gaius Gracchus hinausgingen. Ein besonderes Anliegen des Gaius und seiner Anhänger war stets die Kolonisierungspolitik gewesen. So hatten sie sich für die Gründung zweier neuer Kolonien auf der Italischen Halbinsel, nämlich in der Nähe von Capua und Tarent, sowie einer weiteren auf dem Gelände des zerstörten Karthago in Nordafrika eingesetzt. (Eine colonia war eine Stadt, deren Einwohner weiterhin das römische Bürgerrecht behielten.) Als Gaius Gracchus dazu ausersehen wurde, den Aufbau dieser Kolonie, Iunonia, genauer Colonia Iunonia Carthago genannt, zu beaufsichtigen, nutzte Livius Drusus seine Abwesenheit geschickt. Da eine Kolonisierung in Italien immer populärer war als derartige Projekte außerhalb, beantragte er seinerseits die Gründung von gleich zwölf neuen Kolonien auf italischem Boden. Auch forderte er, dass daran nur römische Bürger beteiligt werden sollten, nicht, wie Gracchus vorgeschlagen hatte, auch alle mit Rom verbündeten Italiker. Dieses Projekt, das Drusus die Begeisterung der römischen Plebejer einbrachte, wurde allerdings nie umgesetzt und muss von vorneherein als reine Demagogie verstanden werden, zumal in Italien damals gar nicht ausreichend Boden für die Gründung so vieler Kolonien zur Verfügung stand.
Durch die Agitation des Drusus war Gaius Gracchus, eigentlich ja selbst ein Demagoge, bei seiner Rückkehr unter Zugzwang geraten. Über die Art und Weise, wie er die Initiative wieder an sich reißen wollte, gibt es unterschiedliche Angaben. Es ist vor allem unklar, ob er nun das römische Bürgerrecht nur für die Latiner oder sogar für alle Italiker forderte; in jedem Fall wären natürlich alle Neubürger aus Dankbarkeit zu seinen ihm treu ergebenen Klienten geworden. Dies mussten seine Gegner unbedingt verhindern. Dies gelang, denn auch in diesem Punkt konnte Livius Drusus gegenüber Gracchus punkten, da dessen Vorschlag im Gegensatz zum Egoismus derjenigen stand, die das römische Bürgerrecht und alle damit verbundenen Privilegien bereits besaßen und nicht teilen wollten. Drusus forderte hingegen nur die Gleichstellung der Latiner im römischen Heer und deren Befreiung von der Prügelstrafe. Dieser Vorschlag wurde wiederum von der stadtrömischen Bevölkerung weithin durchaus gutgeheißen. Er konnte damit das Volk spalten.

### Niedergang
Gaius versuchte, eine dritte Amtszeit als Volkstribun (mit Marcus Fulvius Flaccus als Partner) zu erreichen. Aber dieses Mal verloren sie die Abstimmung und mussten in der Folge zusehen, wie viele ihrer Gesetze durch die neuen Konsuln Quintus Fabius Maximus Allobrogicus und Lucius Opimius zurückgezogen wurden. Ohne Amt war Gracchus zudem den juristischen Nachstellungen seiner Gegner schutzlos ausgeliefert; eine Verurteilung wegen der diversen Rechtsbrüche war nur eine Frage der Zeit.
Als sich am Abstimmungstag die Anhänger beider Seiten auf dem Kapitol versammelten, kam es zu einem Zwischenfall. Denn übereifrige Anhänger des Gaius Gracchus töteten einen Liktor namens Antullius, vermutlich aufgrund eines Missverständnisses. Dies gab nun jedoch Lucius Opimius die Möglichkeit, mit aller Härte gegen Gracchus und dessen Anhänger vorzugehen. So rief zum ersten Mal in der Geschichte Roms der Senat den Staatsnotstand (senatus consultum ultimum) aus, während zugleich Gracchus in einem Akt der Verzweiflung die Sklaven aufrief, sich gegen ihre Herren zu erheben – ohne großen Erfolg. Fulvius Flaccus wurde mit seinen Söhnen getötet, Gaius hingegen gelang es mit Philokrates, seinem Sklaven, zu fliehen. Verfolgt von den Männern der konservativen Fraktion, ließ sich Gaius in einem Keller, in dem er sich versteckte, von seinem Sklaven töten. Orosius berichtet von 250 im Kampf gefallenen Anhängern; durch die folgenden Hinrichtungen sollen mehr als 3.000 weitere Menschen getötet worden sein.

## Die Gesetzentwürfe
Im Jahr 123 v. Chr. wurde Gaius Sempronius Gracchus zum Volkstribun gewählt und setzte die politischen Reformprojekte fort, die Tiberius Sempronius Gracchus nicht hatte verwirklichen können, indem er versuchte einige Gesetzesinitiativen durchzusetzen.
Zu seinen ersten Initiativen gehörten, neben anderen:
- Die Lex ab actis durch die ein vom Volk entlassener Magistrat von der Besetzung eines anderen Magistratamts ausgeschlossen wurde, um die Bedingungen für die Klage gegen den Willen der Senatorenmehrheit zu verbessern.
- Die Lex de capite civis  auch bekannt als Lex Sempronia de provocatione schlug vor, diejenigen vor Gericht zu stellen, die Bürger hinrichten ließen, ohne sich an das Volk wenden zu dürfen, was im Fall seines Bruders geschehen war.
- Die Lex ne quis iudicio circumveniatur die eng mit der vorherigen verwandt ist, sah die Inhaftierung jedes Magistrats vor, der sich einmischte, um die Verurteilung einer unschuldigen Person zu erreichen.

Aber seine drei großen Gesetze, verabschiedet im Jahr 122 v. Chr. waren zweifellos:
- Die Lex agraria, das Agrargesetz, durch das die Triumviralkommission erneut mit rechtlichen Befugnissen ausgestattet wurde, die es der Kommission ermöglichten, Befugnisse zur Verfügung über den ager publicus der Provinzen zu erhalten.
- Die Lex frumentaria, das Getreide-Gesetz, das den römischen Staat dazu zwang, Getreide zu einem einheitlichen und niedrigen Preis an die römische Bevölkerung zu verkaufen.
- Das weniger bekannte Gerichtsgesetz, die Lex Calpurnia von 149 v. Chr. sie ordnete die Einstellung von Gerichtsrichtern nur unter Bürgern an, die nicht dem Senatsorden angehörten, was zweifellos den Mitgliedern der Eques zugutekam.

## Nachruhm
Trotz seines Scheiterns wurde Gaius Gracchus, ebenso wie sein Bruder, zur Ikone der Popularen und sein Wirken zum Leitbild für viele nachfolgende Politiker bis in die Neuzeit. In Erinnerung an den vermeintlich gerechten Volkstribun und unbestechlichen Republikaner nahm der französische Revolutionär und Frühsozialist François Noël Babeuf den Beinamen Gracchus an und fand selbst, wie einst Gaius, einen gewaltsamen Tod.
Dieses sozialromantische Bild von den Gracchen hat bis heute großen Einfluss, so wie ihre Motive umstritten sind. Zum einen haben erst in jüngster Zeit Althistoriker verstärkt darauf hingewiesen, dass Tiberius und Gaius typische Vertreter der Nobilität gewesen seien, denen es in erster Linie um die eigene Karriere gegangen sei und die das Volk lediglich als Instrument benutzt hätten, um sich gegen die Mehrheit ihrer Standesgenossen durchzusetzen, was katastrophale Folgen für die Republik gehabt habe. Auf der anderen Seite waren die gracchischen Reformversuche Reaktionen auf eine durch die römische Expansion verursachte, tiefgreifende soziale Krise, die den Bestand Roms und seine Institutionen selbst gefährdete.